# ウィル・ライト
ウィリアム・”ウィル”・ラルフ・ライト（William "Will" Ralph Wright、1960年1月20日 - ）はアメリカのゲームクリエイター。シミュレーションゲームのシムシティをはじめとするシムシリーズの製作者。2009年4月に当時所属していたエレクトロニック・アーツ社を退社、現在は同社と共同で設立したエンターテインメント・シンクタンク「Stupid Fun Club」代表。

## 来歴

### 幼少期
1960年、ジョージア州アトランタに生まれ、9歳まで過ごす。父親ビル・ライトは、ジョージア工科大学の卒業生であり、プラスチック・パッキング分野の起業家で、1960年代初期に設立した会社を成功させている。母親のビーバリーはアマチュア・ミュージシャンで、女優。
ライトは、地方のモンテッソーリ教育を受けている。その時期に、クリエイティビティの重要さ、問題解決、セルフモチベーションといったことを楽しんだことが後のゲームクリエイターとしての人生に影響を与えたことを認めている
。ライトは後に、自分自身を振り返って「自分は偏執狂である」と語る。
子供の頃は、模型作りに夢中で、船、車、飛行機から様々なものをつくっていた。10歳のときには、USSエンタープライズのデッキの木製スケールモデルを作っていた。ライトはのちに、こうした少年時代の経験が彼のゲームデザインのビジョンとして形になっていったと語る。
ライトは、父親と異世界の可能性や、NASA、星々といったものについて議論していた。当時の彼の夢は宇宙飛行士になることであり、人口過剰を救うためのスペースコロニー設立だった。父親もライトの夢に好意的だった。また、彼はアバロンヒルのボードゲームのファンであった。とりわけ、その傾向性を「ルール」という裁定者の形に落とし込んでいるというような部分を楽しんでいた。
だが、父親はライトが9歳のときに白血病でなくなる。それと共に母親の故郷であるルイジアナ州バトンルージュに移り住む。
ライトは、地方の米国聖公会(Episcopal)系の高校に入学し、教師とディベートする機会を楽しんでいた。彼は無神論者の立場をとってディベートをしていた。だが、彼は総合的には従来の学校教育制度はモンテッソーリよりも劣っているという印象を持つ。

### 教育
高校卒業して16歳のときに、ルイジアナ州立大学に入学。その後さらにルイジアナ工科大学へ。当初は建築学科だったが、続いて、機械工学科へ。そして、コンピュータとロボット工学へと熱中することになる。彼は彼が興味をもったものについては極めて優秀だった。建築学、経済学、機械工学、そして軍事史…。彼の少年時代のスペースコロニーへの夢は、ロボット工学へと接合されることとなる。そして、ルイジアナ工科大学へうつって二年後にマンハッタンのThe New Schoolと籍を移す。5年間の大学生活ではコンピュータとロボット工学に熱中し、学位は取得しなかった。また、大学の夏休みで、やがて妻となるジョエル・ジョーンズとも知り合う。彼女はカリフォルニアのアーティストだった。2003年のインタビューによれば、彼は当時ゲームが彼の時間の大半を吸収していて、それで彼はゲーム作りこそが進むべき道なのだ、と決めたという。
ブローダーバンド社にデザイナーとして勤め、1984年、コモドール64向けのヘリコプターゲーム『バンゲリングベイ』の開発に携わった。これがライトの事実上のデビュー作と言われる。その開発中にゲーム用地形マップの制作に面白さを見いだしたライトは、開発用のマップ生成ツールに改良を加え『シムシティ』の原型となる都市開発シミュレータを組み上げる。また、都市理論家のクリストファー・アレグザンダーや、ジェイ・フォレスターの仕事に影響を受ける。ライトはタイムズのインタビューで、コンピュータは想像力の拡大をしていると信じていると述べ、それを「メタ・ブレイン」の出現である、と位置づける。

### ゲームデザイナー
シムシティは、パブリッシャーを探すのに苦労をするが、1986年にゲーム産業に関心を寄せていた投資家ジェフ・ブラウンに出会い1987年共同でマクシスを設立。1989年に『シムシティ』を発売した。
以前からゴジラの熱烈なファンであり、作中の「環境悪化によって街を破壊する怪獣が現れる」というギミックに、その片鱗がうかがえる。
続いてシムアース(1990年)、シムアント(1991年)を発売。1995年にはマクシスは年間3800万ドルの収益を上げるまでになり、株式を公開した。この頃ライトは、90年代はじめから温めていた「バーチャルドールハウス」すなわち現在のシムピープル構想の開発に取りかかろうとしていたが、同時期にマクシスはエレクトロニック・アーツに買収される。元マクシス社員の40%が解雇され、当初実現は困難を極めた。
2000年にThe Sims（邦題: シムピープル）が発売され、ベストセラーコンピュータゲームとなる。2001年には国際ゲーム開発者協会によるGame Developers Choice Awardsを受賞、また2002年にはゲーム業界への功労者を対象とした5人目のAIAS殿堂となる。この2つを同時に手に入れた最初の人物となる。タイム、Entertainment Weekly、PC Gamer、GameSpyなどの各誌からは、ゲーム、テクノロジ、エンタテインメントにおける最も重要な人物の一人であると評される。2005年3月11日にゲーム開発者会議でSporeの構想を発表。2008年9月に製品が発売された。

### シムシリーズのゲーム構想
シムシリーズの「シム」とは「コンピューター世界の中で実在している住人」とウィル・ライト自身が説明しており、そのシムたちの世界をあらゆるジャンルから作り上げていく構想が他に例をみない独創性をもっている。
パソコン用ゲームソフト「シムシティ2000」の開発から、ゲームで保存されたセーブデータを他のゲームにも共有できるよう設計され、シムシティ2000で保存された都市のマップデータを同社製パソコンゲーム「シムコプター」の地形データとして利用することで「自分の作った都市上空を飛行できる」ようにした。
シムシティ4やシド・マイヤーズ シムゴルフでもシムピープルのキャラクターデータを街の住人やゴルフプレイヤーとして読み込めるようにしており、シムシリーズ全体が何がしかのデータで繋がりを持ちひとつの大系を成すよう設計されている。
このようにヒット作品の続編を製作することでシリーズ化するという従来の開発スタイルではなく「他のゲームとも一部の情報を共有できる」という並列構造を持たせたゲーム開発をする。

## 作品一覧
- バンゲリングベイ
- シムシティシリーズ：シムシティ(1989)、シムシティ2000(1993)、シムシティ3000(1999)
- シムアース
- SimLife（原題）
- シムコプター
- シムアント
- シムピープル
- Spore

## Dr.ライト
任天堂版の『シムシティ』シリーズには、市長の助役としてウィル・ライトをモチーフにしたDr.ライト（ドクターライト）というキャラクターが登場し、プレイヤーにアドバイスを与える。Dr.ライトはその後、シリーズとは無関係な任天堂作品である『ゼルダの伝説 夢をみる島』や『大乱闘スマッシュブラザーズDX』、『大乱闘スマッシュブラザーズX』にも脇役として登場し、任天堂キャラクターの一員として扱われている。
スマッシュブラザーズシリーズでの担当声優は里内信夫。
また、カプコンのロックマンシリーズに出演する同名のキャラクタートーマス・ライトとは無関係である。
そのため開発元がカプコンの『ゼルダの伝説 ふしぎの木の実』や『ゼルダの伝説 ふしぎのぼうし』ではDr.ライトがレフト教授として登場する。